# Saison 7 de Supernatural
Chronologie
Saison 6 Saison 8
Cet article présente les vingt-trois épisodes de la septième saison de la série télévisée américaine Supernatural.

## Synopsis
En ouvrant les portes du Purgatoire, Castiel a absorbé les âmes qui s'y trouvaient mais également des créatures encore plus vieilles que les anges, les Léviathans, premiers monstres créés par Dieu. Alors que les chasseurs et Castiel essaient de renvoyer au Purgatoire tout ce qui en est sorti, les Léviathans résistent et se répandent parmi la population. Dean, Sam et Bobby s'apprêtent alors à sauver une nouvelle fois le monde, tandis que Castiel semble être cette fois mort définitivement. En menant ce combat, Sam doit également se battre contre lui-même car ses souvenirs de l'Enfer l’inondent et l'emmènent vers la folie alors que Dean tente tout pour le sauver.

## Distribution

### Acteurs principaux
- Jared Padalecki (VF : Damien Boisseau) : Sam Winchester
- Jensen Ackles (VF : Fabrice Josso) : Dean Winchester
- Jim Beaver (VF : Jacques Bouanich) : Bobby Singer

### Acteurs récurrents et invités
- Misha Collins (VF : Guillaume Orsat) : Castiel [2],[3]
- Mark Sheppard (VF : Fabien Jacquelin) : Crowley
- Kevin McNally  (VF : Bernard Métraux) : Frank Deveraux
- James Patrick Stuart  (VF : Olivier Destrez) : Dick Roman [4]
- Benito Martinez  (VF : Patrick Borg) :  Edgar
- Mark Pellegrino  (VF : Nicolas Lormeau) :  Lucifer
- Julian Richings  (VF : Vincent Violette) :  La Mort (épisode 1)
- Sachin Sahel : Aide Senateur (épisode 1)
- Cameron Bancroft  (VF : Stéphane Marais) : Dr Gaines (épisodes 2, 3 et 9)
- Kim Rhodes  (VF : Isabelle Ganz) : Jody Mills (épisodes 2, 6 et 12)
- Jewel Staite (VF : Fily Keita) : Amy Pond (épisode 3)
- Sean Owen Roberts  (VF : Olivier Chauvel) : Chet (épisodes 3, 5 et 6)
- Alona Tal (VF : Marie Giraudon) :  Jo Harvelle (épisode 4)
- Faran Tahir (VF : Erik Colin) : Osiris (épisode 4)
- Cindy Busby (VF : Philippa Roche) : Jenny Klein (épisode 5)
- Charisma Carpenter (VF : Malvina Germain) : Maggie Stark [5] (épisode 5)
- James Marsters (VF : François Dunoyer) : Dan Stark [5] (épisode 5)
- Emily Perkins (VF : Nathalie Bienaimé) : Becky Rosen (épisode 8)
- DJ Qualls  (VF : Thierry Bourdon) : Garth [6] (épisodes 8 et 18)
- Olivia Cheng  (VF : Maïté Monceau) : Susan (épisodes 9, 22 et 23)
- Steven Williams (VF : Jean-Louis Faure) : Rufus Turner (épisode 10)
- Carrie Anne Fleming (VF : Christine Lemler) : Karen Singer (épisode 10)
- Madison McLaughlin (VF : Leslie Lipkins) : Krissy Chambers (épisode 11)
- Meghan Ory (VF : Lydia Cherton) : Sally [7] (épisode 11)
- Nicholas Lea (VF : Guy Chapellier) : Eliot Ness [8] (épisode 12)
- Jason Dohring (VF : Charles Pestel) : Chronos [9] (épisode 12)
- Sara Canning (VF : Barbara Beretta) : Lydia [10] (épisode 13)
- Rachel Miner  (VF : Sylvie Jacob) : Meg Masters [11] (épisodes 17, 21 et 23)
- Jamie Luner (VF : Gaëlle Savary) : Annie Hawkins (épisode 19)
- Felicia Day (VF : Anne Rondeleux) : Charlie Bradbury (épisode 20)
- Osric Chau  (VF : Alexandre Nguyen) : Kevin Tran (épisodes 21, 22 et 23)
- Khaira Ledeyo  (VF : Maïté Monceau) : Linda Tran (épisodes 21 et 22)
- Lissa Neptuno  (VF : Elsa Bougerie) : Channing Ngo (épisode 21)
- Rick Worthy (en) (VF : Jérôme Keen) : Alpha Vampire (épisode 22)
- Larissa Gomes : Louise (épisodes 22 et 23)

### Créatures de la saison
- Léviathans
- Anges
- Démons
- Alpha
- Dieux Paiens
- Kitsune
- Sorciers
- Fantômes
- Vampires
- Faucheuse
- Vetala
- Amazones
- Shōjō

## Production

### Développement
Le 26 avril 2011, la série est renouvelée pour une septième saison de vingt-trois épisodes.

### Diffusions
Au Canada, la saison a été diffusée en simultanée sur CHCH-DT Hamilton, CHEK-DT Victoria et CJNT-DT Montréal.

## Liste des épisodes

### Épisode 1:Les Léviathans
- États-Unis : 23 septembre 2011 sur The CW[15]
- Québec : 22 août 2012 sur Ztélé[16],[17]
- France : 
  - 13 novembre 2012 sur TF6
  - 5 octobre 2013 sur M6

- États-Unis : 2,01 millions de téléspectateurs[18] (première diffusion)

- Julian Richings (la Mort)
- Mark Sheppard (Crowley)
- Mark Pellegrino (Lucifer)
- Misha Collins (Castiel)

### Épisode 2:Marée noire
- États-Unis : 30 septembre 2011 sur The CW
- Québec : 29 août 2012 sur Ztélé[17]
- France : 
  - 13 novembre 2012 sur TF6
  - 12 octobre 2013 sur M6

- États-Unis : 1,8 million de téléspectateurs[19] (première diffusion)

- Mark Pellegrino (Lucifer)
- Benito Martinez (Edgar bras droit du chef des Léviathans)
- Kim Rhodes (Shérif Jody Mills)
- Misha Collins (Castiel)
- Cameron Bancroft (Dr Gaines)

### Épisode 3:Amour de jeunesse
- États-Unis : 7 octobre 2011 sur The CW
- Québec : 5 septembre 2012 sur Ztélé[17]
- France : 
  - 13 novembre 2012 sur TF6
  - 19 octobre 2013 sur M6

- États-Unis : 1,72 million de téléspectateurs[20] (première diffusion)

- Jewel Staite (Amy Pond)
- Colin Ford (Sam adolescent)
- Sean Owen Roberts (Chet/Léviathan)
- Benito Martinez (Edgar bras droit du chef des Léviathans)
- Cameron Bancroft (Dr Gaines)

- Lieu : Région de l’hôpital Sioux Falls, Dakota du Sud.
- Vers 12:40, quand Dean est endormi devant la télé, on entend une pub pour Massacre à la St-Valentin en 3D, référence à Meurtres à la St-Valentin, film dans lequel a joué Jensen Ackles.
- Le nom de famille "Pond" choisi par Amy, le kitsune, fait référence à Amy Pond, la première compagne du onzième Docteur dans la série Doctor Who.

### Épisode 4:Osiris
- États-Unis : 14 octobre 2011 sur The CW
- Québec : 12 septembre 2012 sur Ztélé[17]
- France :
  - 16 novembre 2012 sur TF6
  - 4 janvier 2014 sur M6

- États-Unis : 1,69 million de téléspectateurs[21] (première diffusion)

- Alona Tal (fantôme de Jo Harvelle)
- Faran Tahir (Osiris)

### Épisode 5:Ma sorcière bien-aimée
- États-Unis : 21 octobre 2011 sur The CW
- Québec : 19 septembre 2012 sur Ztélé[17]
- France :
  - 20 novembre 2012 sur TF6
  - 11 janvier 2014 sur M6

- États-Unis : 1,92 million de téléspectateurs[22] (première diffusion)

- James Marsters (Don Stark)
- Charisma Carpenter (Maggie Stark)
- Sean Owen Roberts (Chet/un Léviathans)

- Lieu : Prosperity, Indiana
- Cet épisode marque la réunion à l'écran de James Marsters et Charisma Carpenter, interprétant auparavant Spike et Cordelia dans les séries télévisées Buffy contre les vampires puis Angel.

### Épisode 6:Copies conformes
- États-Unis : 28 octobre 2011 sur The CW
- Québec : 26 septembre 2012 sur Ztélé[17]
- France :
  - 20 novembre 2012 sur TF6
  - 18 janvier 2014 sur M6

- États-Unis : 1,74 million de téléspectateurs[23] (première diffusion)

- James Patrick Stuart (Dick Roman, Chef des Léviathans)
- Kevin McNally (Frank Deveraux)
- Mark Sheppard (Crowley)
- Kim Rhodes (Shérif Jody Mills)
- Sean Owen Roberts (Chet/un Léviathan)

Deux léviathans ont pris l'apparence de Sam et Dean et commettent des crimes de masse, en prenant bien soin d'être filmés. Très vite, les deux frères deviennent les ennemis publics numéro un et sont recherchés à travers tout le pays. Ils vont devoir demander de l'aide à un vieil ami de Bobby, Franck Devreaux, afin de se créer de nouvelles identités et chasser ces créatures sans se faire attraper eux-mêmes.

### Épisode 7:Les Mentalistes
- États-Unis : 4 novembre 2011 sur The CW
- Québec : 3 octobre 2012 sur Ztélé[17]
- France :
  - 27 novembre 2012 sur TF6
  - 25 janvier 2014 sur M6

- États-Unis : 1,84 million de téléspectateurs[24] (première diffusion)

- Gary Jones (le mari de Cynthia)

- Lieu : Lily Dale

### Épisode 8:Le Philtre d'amour
- États-Unis : 11 novembre 2011 sur The CW
- Québec : 10 octobre 2012 sur Ztélé[17]
- France :
  - 27 novembre 2012 sur TF6
  - 1er février 2014 sur M6

- États-Unis : 1,85 million de téléspectateurs[25] (première diffusion)

- Emily Perkins (Becky)
- DJ Qualls (Garth)
- Mark Sheppard (Crowley)

- Lieu : Las Vegas, Nevada et  Delaware
- Cet épisode introduit le personnage de Garth  qui sera présent en tant qu'invité jusqu'à la fin de la série.

### Épisode 9:Le Diable du New Jersey
- États-Unis : 18 novembre 2011 sur The CW
- Québec : 17 octobre 2012 sur Ztélé[17]
- France :
  - 30 novembre 2012 sur TF6
  - 1er février 2014 sur M6

- États-Unis : 1,55 million de téléspectateurs[26] (première diffusion)

- Benito Martinez (Edgar bras droit du chef des Léviathans)
- James Patrick Stuart (Dick Romans, Chef des Léviathans)
- Cameron Bancroft (Dr Gaines)
- Gabriel Patrich (Mitchell Rayburn)

- Lieu : Wharton State Forest, New Jersey

### Épisode 10:Aux portes de la mort
- États-Unis : 2 décembre 2011 sur The CW
- Québec : 24 octobre 2012 sur Ztélé[17]
- France :
  - 4 décembre 2012 sur TF6
  - 8 février 2014 sur M6

- États-Unis : 1,89 million de téléspectateurs[27] (première diffusion)

- Steven Williams (Rufus Turner)
- James Patrick Stuart (Dick Romans, Chef des Léviathans)
- Carrie Fleming (Karen Singer)
- Henri Lubatti (Le Faucher)

- Bobby meurt à la fin de cet épisode.

### Épisode 11:Les Vetâlas
- États-Unis : 6 janvier 2012 sur The CW
- Québec : 31 octobre 2012 sur Ztélé[17]
- France :
  - 7 décembre 2012 sur TF6
  - 15 février 2014 sur M6

- États-Unis : 1,82 million de téléspectateurs[28] (première diffusion)

- Meghan Ory (Sally)
- Kevin McNally (Frank Deveraux)
- Ian Tracey (Lee Chambers)
- Madison Mclaughlin (Krissy Chambers)

Les deux frères peinent à reprendre vie après ce qui est arrivé à Bobby. Alors que Sam se demande qui prévenir et comment respecter les vœux de Bobby, Dean refuse en bloc la vérité et se plonge dans une dangereuse obsession pour éliminer Dick Romans.

### Épisode 12:Les Incorruptibles
- États-Unis : 13 janvier 2012 sur The CW
- Québec : 7 novembre 2012 sur Ztélé[17]
- France :
  - 11 décembre 2012 sur TF6
  - 15 février 2014 sur M6

- États-Unis : 1,55 million de téléspectateurs[29] (première diffusion)

- Nicholas Lea (Eliot Ness)
- Jason Dohring (Chronos, le dieu du temps)
- Kim Rhodes (Shérif Jody Mills)

- L'épisode fait des allusions au film Les Incorruptibles basé sur l'histoire d'Eliot Ness.
- L'épisode fait référence à la trilogie Retour vers le futur quand Dean envoie un message du passé au Sam du présent.

### Épisode 13:Les Amazones
- États-Unis : 3 février 2012 sur The CW
- Québec : 14 novembre 2012 sur Ztélé[17]
- France :
  - 11 décembre 2012 sur TF6
  - 22 février 2014 sur M6

- États-Unis : 1,72 million de téléspectateurs[30] (première diffusion)

- Harry Groener (Professeur Morrison)
- Alexia Fast (Emma)
- Sara Canning (Lydia)

Sam et Dean enquêtent sur le corps d'un homme qui a été démembré et dont le torse est gravé d'un symbole inconnu. Pendant que Sam fait des recherches à l'université, Dean part enquêter dans un de ses lieux favoris : le bar du coin. Il y fait la rencontre de Lydia, une habitante du quartier, et finit la soirée chez elle. Ayant oublié la flasque de Bobby là-bas, il retourne voir ce qui devait n'être qu'une aventure d'un soir et découvre que Lydia a dorénavant une fille d'environ un an, qui parle comme un adulte.

### Épisode 14:La Ménagerie enchantée
- États-Unis : 10 février 2012 sur The CW
- Québec : 21 novembre 2012 sur Ztélé[17]
- France :
  - 18 décembre 2012 sur TF6
  - 22 février 2014 sur M6

- États-Unis : 1,88 million de téléspectateurs[31] (première diffusion)

- Michael Blackman Beck (Howard)

### Épisode 15:Invocations
- États-Unis : 17 février 2012 sur The CW
- Québec : 28 novembre 2012 sur Ztélé[17]
- France :
  - 18 décembre 2012 sur TF6
  - 1er mars 2014 sur M6

- États-Unis : 1,74 million de téléspectateurs[32] (première diffusion)

- Mark Pellegrino (Lucifer)
- Russell Sams (Jeffrey)

### Épisode 16:Un parfum d'antan
- États-Unis : 16 mars 2012 sur The CW
- Québec : 5 décembre 2012 sur Ztélé[17]
- France :
  - 21 décembre 2012 sur TF6
  - 1er mars 2014 sur M6

- États-Unis : 1,73 million de téléspectateurs[33] (première diffusion)

- Kevin McNally (Frank Deveraux)
- Bryan Cuprill (George)
- Mary Page Keller (Joyce Bicklebee)

### Épisode 17:La Mémoire dans la peau
- États-Unis : 23 mars 2012 sur The CW
- Québec : 12 décembre 2012 sur Ztélé[17]
- France :
  - 25 décembre 2012 sur TF6
  - 8 mars 2014 sur M6

- États-Unis : 1,63 million de téléspectateurs[34] (première diffusion)

- Misha Collins (Castiel)
- Rachel Miner (Meg)
- Mark Pellegrino (Lucifer)
- Bill Dow (Dr Kadinsky)

- La chanson que l'on peut entendre à 14:31 minutes, alors que Sam est interné, est "Wake Up Little Susie" des Everly Brothers.

### Épisode 18:Le Shōjō
- États-Unis : 30 mars 2012 sur The CW
- Québec : 19 décembre 2012 sur Ztélé[17]
- France :
  - 28 décembre 2012 sur TF6
  - 8 mars 2014 sur M6

- États-Unis : 1,78 million de téléspectateurs[35] (première diffusion)

- DJ Qualls (Garth)
- Terry David Mulligan (Randy Baxter)

- Lieu : Junction City, Kansas.
- Bobby fait son retour sous la forme d'un fantôme à la fin de l'épisode.
- Le titre original fait référence au film Wayne's World sorti en 1992.

### Épisode 19:Le Manoir de Van Ness
- États-Unis : 20 avril 2012 sur The CW
- Québec : 2 janvier 2013 sur Ztélé[17]
- France :
  - 28 décembre 2012 sur TF6
  - 15 mars 2014 sur M6

- États-Unis : 1,57 million de téléspectateurs[36] (première diffusion)

- Jamie Luner (Annie Hawkins)

### Épisode 20:Soleil vert
- États-Unis : 27 avril 2012 sur The CW
- Québec : 9 janvier 2013 sur Ztélé[17]
- France :
  - 4 janvier 2013 sur TF6
  - 15 mars 2014 sur M6

- États-Unis : 1,61 million de téléspectateurs[37] (première diffusion)

- Felicia Day (Charlie Bradbury)
- James Patrick Stuart (Dick Roman)

- Le titre original fait référence au premier volet de la trilogie littéraire Millénium : The Girl with the Dragon Tattoo.
- Il s'agit de la première apparition du personnage de Charlie Bradbury, qui va réapparaître à l'occasion de plusieurs saisons.

### Épisode 21:La Parole de Dieu
- États-Unis : 4 mai 2012 sur The CW
- Québec : 16 janvier 2013 sur Ztélé[17]
- France :
  - 8 janvier 2013 sur TF6
  - 22 mars 2014 sur M6

- États-Unis : 1,66 million de téléspectateurs[38] (première diffusion)

- Benito Martinez (Edgar Bras Droit du chef des Léviathans)
- Osric Chau (Kevin Tran)
- Misha Collins (Castiel)

### Épisode 22:L'Arme fatale
- États-Unis : 11 mai 2012 sur The CW
- Québec : 23 janvier 2013 sur Ztélé[17]
- France :
  - 8 janvier 2013 sur TF6
  - 22 mars 2014 sur M6

- États-Unis : 1,58 million de téléspectateurs[39] (première diffusion)

- Rick Worthy (le Vampire Alpha)
- Benito Martinez (Edgar Bras Droit du chef des Léviathans)
- Osric Chau (Kevin Tran)
- Rachel Miner (Meg)
- James Patrick Stuart (Dick Romans, Chef des Léviathans)
- Mark Sheppard (Crowley)

### Épisode 23:L'Assaut final
- États-Unis : 18 mai 2012 sur The CW[40]
- Québec : 30 janvier 2013 sur Ztélé[17]
- France :
  - 11 janvier 2013 sur TF6
  - 29 mars 2014 sur M6

- États-Unis : 1,56 million de téléspectateurs[41] (première diffusion)

- James Patrick Stuart (Dick Roman)
- Mark Sheppard (Crowley)
- Osric Chau (Kevin Tran)
- Misha Collins (Castiel)
- Rachel Miner (Meg)

Dean et Sam récupérent l'os d'un mortel vertueux dans le cimetière d'un couvent. Grâce au sang de l'Alpha et de Castiel, l'arme est pratiquement complète. Pendant ce temps, Dick Roman invoque Crowley pour passer un marché avec lui afin qu'il ne donne pas son vrai sang aux Winchester, en échange d'une place sur Terre pour les démons contrairement à l'éradication prévue initialement par Dick. 
Quand Sam et Dean le convoque, le démon ne peut donc pas venir et ceux-ci doutent de sa bonne foi. C'est à ce moment que Meg apparaît au chalet, expliquant que Castiel l'a ramené de force. Ce dernier annonce que sa garnison est morte et que le prophète a été enlevé par Dick Roman, Sam et Dean comprenant que ce dernier doit connaître leur plan. Crowley arrive enfin au chalet et découvre que Castiel est vivant et que Meg travaille avec eux. Malgré des menaces, il accepte de donner son sang même si les frères n'ont aucune certitude sur le fait qu'il ait accepté le marché de Dick ou non. Ils peuvent alors compléter l'arme et partent ensuite repérer les locaux de Sucrocorp. Ils aperçoivent alors Bobby dans le corps de la femme de ménage du motel, s'apprêtant à entrer avec une machette pour tuer Dick Roman. Sam essaie de le raisonner mais ce dernier tente de le tuer avant de se volatiliser. De retour au chalet, Sam et Dean ont un autre problème, puisque leur repérage leur a appris que de nombreux léviathans ont cloné le corps de Dick Roman afin de cacher le vrai chef parmi eux. 
Bobby réapparaît à ce moment-là et leur demande de brûler sa flasque, puisqu'il sent qu'il n'a plus le contrôle, et de tuer Dick non par vengeance mais pour accomplir leur travail de chasseur.
Ne sachant comment repérer le vrai Dick, Meg leur suggère alors de convaincre Castiel de les aider bien que ce dernier refuse de se battre et se contente de faire des sandwichs. En effet, il est le seul capable de distinguer les léviathans, puisqu'il les a tous porté dans son corps. 